# Idioma chalchiteco
El Chalchiteco es un idioma mayense hablado en lo que fue el pueblo de Chalchitán, ahora anexado como barrio a Aguacatán.

## Reconocimiento
Por un largo periodo de tiempo se creyó que fue un dialecto del aguacateco.
A partir de la década de 1990, los chalchitecos empezaron a exigir su reconocimiento. De esa manera, plantearon al gobierno de Ramiro de León Carpio y a la entonces guerrilla que dentro de los acuerdos que firmaran se les tomara en cuenta, lo cual no fue posible.
En 1998, mientras se discutían reformas a la Constitución, los chalchitecos hicieron un nuevo y exitoso intento.
Dentro de las enmiendas a la Carta Magna, en particular al artículo 143, lograron que se incluyera al chalchiteco como otro de los idiomas que se hablan en el país. El triunfo del No en la consulta popular impidió su reconocimiento.
Su intento más reciente lo realizaron en abril del 2002 ante los siete diputados huehuetecos. Por medio de un proyecto de decreto legislativo del 28 de mayo de ese año, los diputados de Huehuetenango consideran que el chalchiteco debe ser reconocido constitucionalmente.
Tiempo después, autoridades mayas lucharon por defender la autenticidad de su idioma, hasta que el 3 de junio del 2003, los diputados, tanto del partido oficial como los de oposición, del Congreso de la República, con el voto favorable de más de las dos terceras partes del número total de dignatarios, aprobó el Decreto 24-2003 (publicado el 17 de junio de 2003), que modificó el Artículo 7 de la Ley de la Academia de las Lenguas Mayas, en el sentido de incorporar al Consejo Superior de la Academia, a los representantes titulares y suplentes de la comunidad lingüística chalchiteco, la número 22, en compañía de las otras lenguas.

## Publicaciones
Existe un diccionario de aguacateco y chalchiteco del autor Guillermo López Pérez publicado por el Proyecto Lingüístico "Francisco Marroquín" en 1999, titulado "Diccionario awakateko y chalchiteko".